# Joseph Lipp (Politiker)
Joseph Lipp (* vor 1840; † 30. Mai 1847) war ein bayerischer Bierbrauer, Landwirt und Abgeordneter. Lipp war in Wolnzach ansässig. 1840 zog er als Abgeordneter der Klasse V in die bayerische Kammer der Abgeordneten ein, der er bis zu seinem Tod angehörte. Seine Vermögensverhältnisse wurden als gut beschrieben, er selbst galt als regierungstreu.